# 하들리 대 박센데일 사건
하들리 대 박센데일 사건(Hadley v. Baxendale, 1854)은 유명한 영미법 판례로 계약위반에 대한 손해배상액은 계약체결당시 예견가능해야 한다는 법리를 확립한 것으로 유명하다. 통상 예견가능성이 없는 손해는 배상대상에서 제외된다.

## 쟁점
원고가 부가적인 손실에 대해서 말해두지 않은 경우, 계약해제의 복구 외에 영업손실을 보상받을 수 있는지, 적절한 손해배상수준은 어느 정도인가?

## 대륙법과 비교
대륙법의 상당인과관계설과 유사하다.

## 판시사항
(1) 계약의 위반시 손해배상금은 공정하고 합리적인 관점에서 계약위반의 통상적 결과인 통상적 손해 즉 자연적으로 사물의 통상적 과정에 따라 계약위반 자체로부터 발생한 손해 및 계약의 체결시 당사자가 계약을 위반하면 발생이 가능하다고 예견되는, 즉, 계약의 체결시 당사자 쌍방이 마음속으로 계약위반의 가능한 결과로서 발생할 수 있을 것이라고, 합리적으로 예견할 수 있었던 손해이다.

(2) 만약, 계약의 체결 시, 당사자가 특별한 상황을 다른 당사자에게 통보하여 당사자가 계약위반으로 발생이 가능한 손해금액을 예견할 수 있다면, 일반적인 상황에서 발생하는 손해배상 외의 특별한 손해도 손해배상금액에 포함된다. 따라서 계약의 체결시 당사자가 특별한 상황을 통지받지 않았다면, 일반적으로는 발생하지 않는, 즉 예견할 수 없는 손해금액은 손해배상을 청구할 수 없다. 이 사건에서 피고 운송인은 계약의 체결 시 새로운 크랭크축이 제분공장에 늦게 도착하여 수익에 따른 손해가 발생할 것을 예견할 수 없었기 때문에, 원고가 주장하는 특별한 손해에 대하여 책임이 없다.— 하들리 대 박센데일 판결문

## 참고 문헌
- 고세일, 불법행위의 예견가능성과 손해배상범위에 대한 연구, 민사법학 제66호 137p ~ 183p, 2014.
- 한낙현, 정준식, 정기용선계약상 Hadley v. Baxendale 사건법리의 새로운 전개에 관한 연구 : Achilleas호 사건의 귀족원판결을 중심으로, 법조 통권 제86호 (2009년 4월) pp.75-102, 2009.
- 한낙현, 영미의 손해배상제도에 관한 비교연구, 국제상학 제24권 제2호 (2009. 6) pp.33-61, 2009.

## 같이 보기
- 대한민국 민법 제393조 (손해배상의 범위)
- 특별손해